# Montverdun

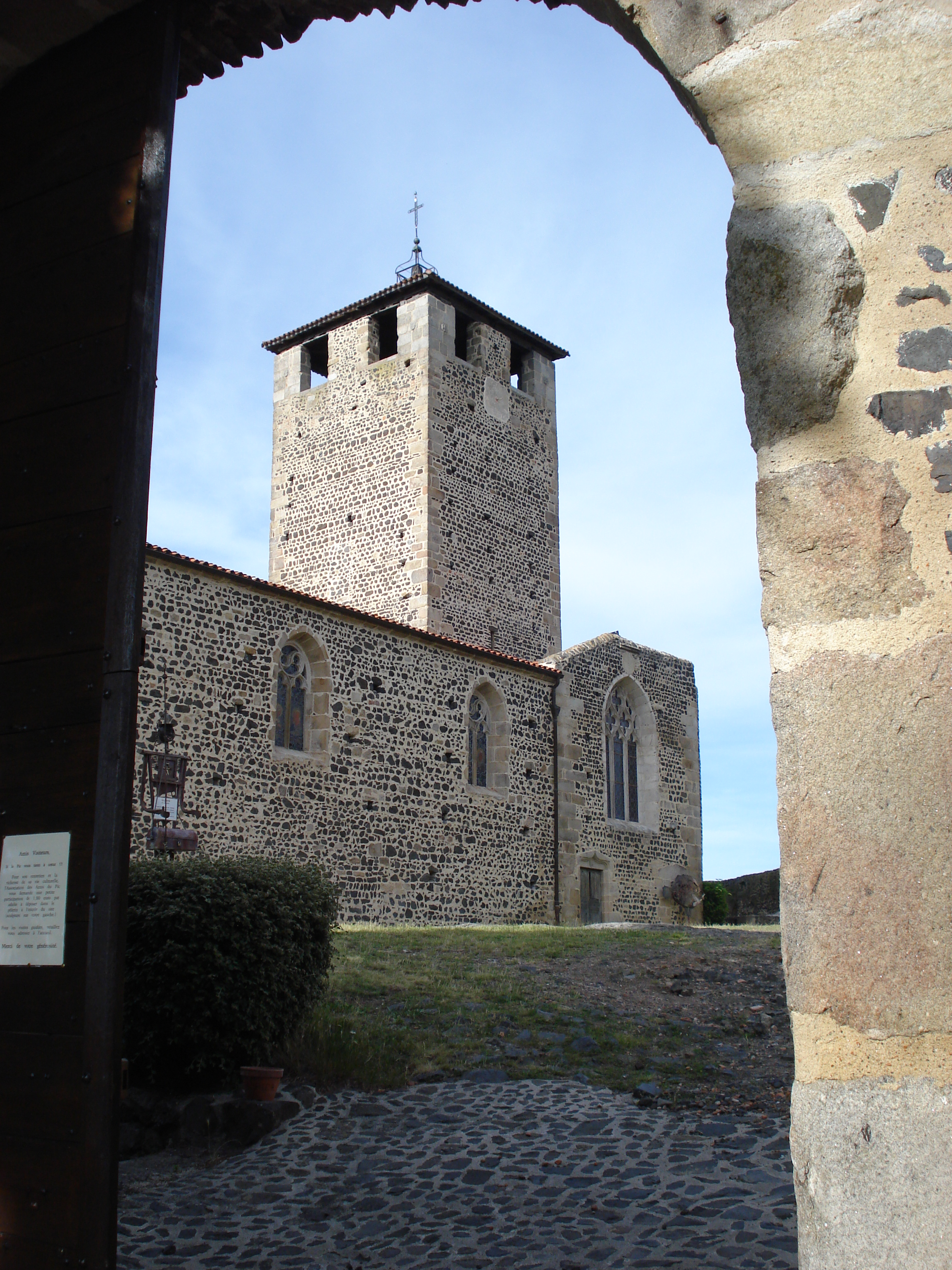
Kościół w Montverdun, 2009

Montverdun – miejscowość i gmina we Francji, w regionie Owernia-Rodan-Alpy, w departamencie Loara.
Według danych na rok 1990 gminę zamieszkiwało 698 osób, a gęstość zaludnienia wynosiła 42 os./km² (wśród 2880 gmin regionu Rodan-Alpy Montverdun plasuje się na 983. miejscu pod względem liczby ludności, natomiast pod względem powierzchni na miejscu 673.).